# Serruria rubricaulis
Serruria rubricaulis är en tvåhjärtbladig växtart som beskrevs av Robert Brown. Serruria rubricaulis ingår i släktet Serruria och familjen Proteaceae. Inga underarter finns listade i Catalogue of Life.